# Elisabeth von Portugal

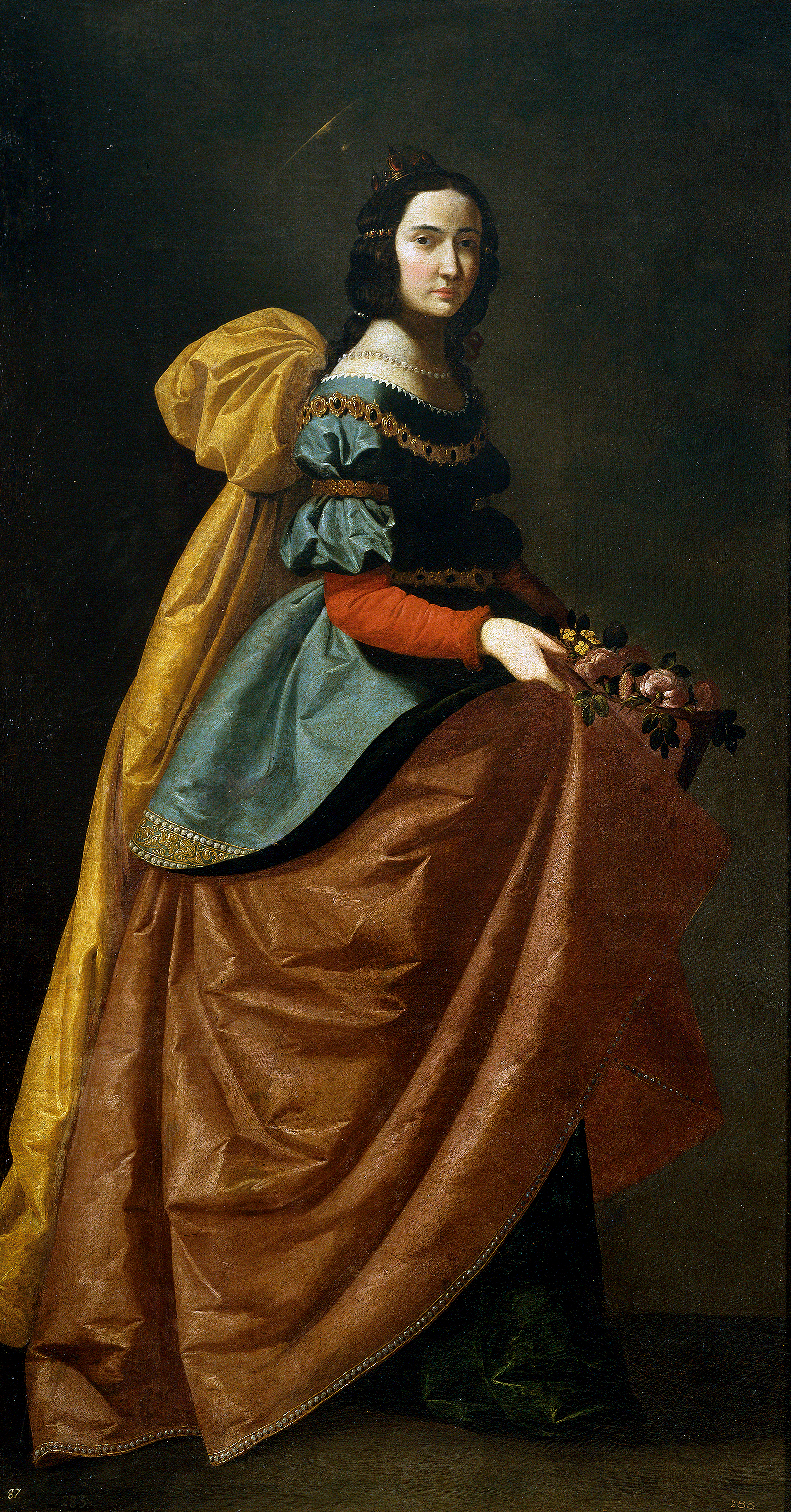
Die heilige Isabel von Portugal, Ölgemälde von Francisco de Zurbarán, 184 × 98 cm, Museo del Prado.

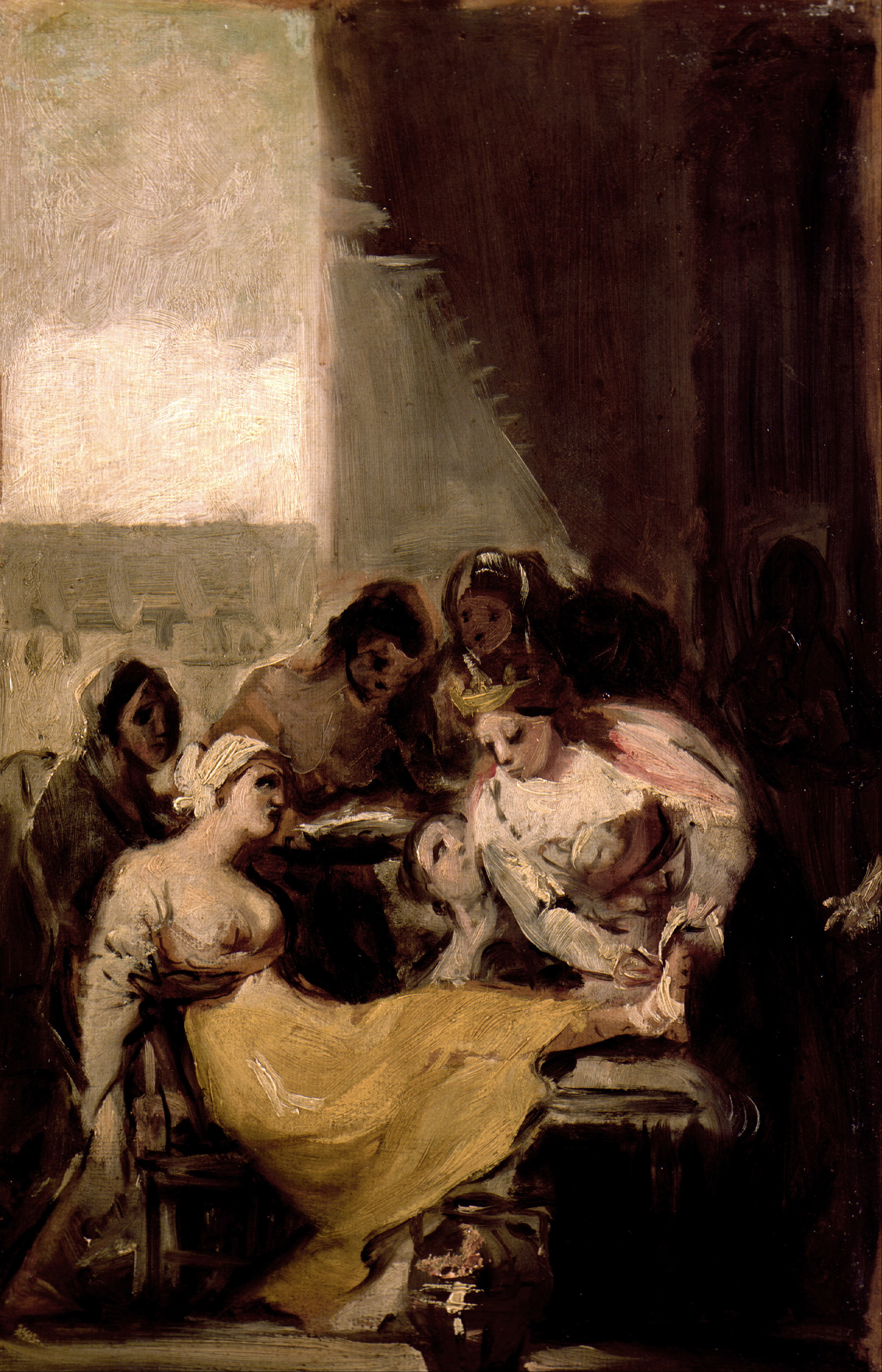
Die heilige Isabel von Portugal heilt die Wunden einer Kranken, Ölgemälde von Goya, 1799.

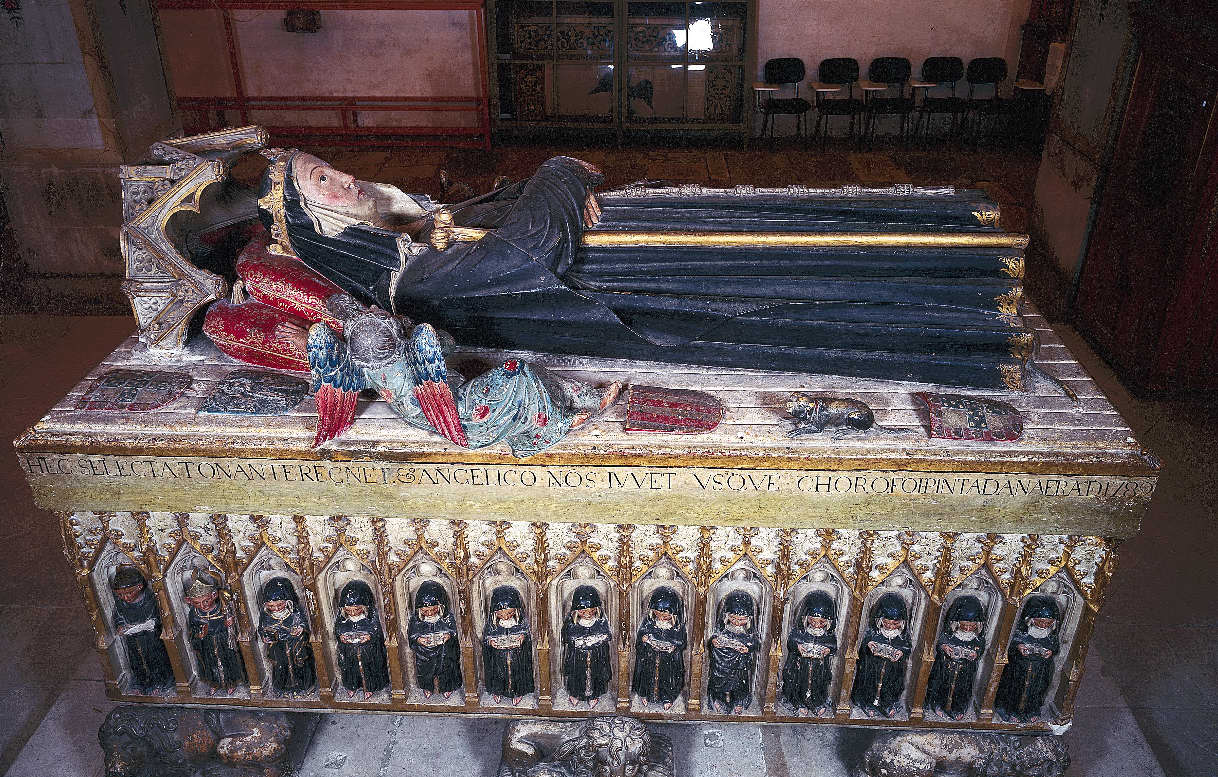
Das gotische Hochgrab der Königin in Coimbra mit ihrer zeitgenössischen Darstellung

Die heilige Elisabeth von Portugal, geboren als Isabella von Aragon (* 4. Januar 1271 in Saragossa; † 4. Juli 1336 in Estremoz), portugiesisch Rainha Santa Isabel, war Prinzessin von Aragonien und von 1282 bis 1325 Königin von Portugal, später Franziskanerin. Sie ist eine in Portugal heute noch populäre Heilige.

## Leben
Elisabeth wurde als Tochter König Peters III. von Aragonien und der Konstanze von Hohenstaufen geboren. Sie war somit mütterlicherseits eine Urenkelin des römisch-deutschen Kaisers Friedrich II. Sie hatte fünf Geschwister, darunter die aragonesischen Könige Alfons III. und Jakob II. sowie Friedrich II. von Sizilien. Sie wurde nach der heiligen Elisabeth von Ungarn benannt, die eine Halbschwester ihrer Großmutter väterlicherseits, Yolanda von Ungarn, war.
Elisabeth war zeit ihres Lebens sehr fromm und verbrachte einen Großteil ihrer Zeit mit frommen Werken und Gebeten. Sie wurde am 24. Juni 1282 als Zwölfjährige mit König Dionysius von Portugal verheiratet, der außereheliche Beziehungen einging, sie aber eifersüchtig kontrollierte. Ihre Sittsamkeit und Frömmigkeit fiel am portugiesischen Königshof besonders auf. Als ihr Sohn Alfons IV. aus Sorge um sein Erbe seinem Vater den Krieg erklärte, ritt die Königin selbst unbewaffnet zwischen die beiden Armeen und verhinderte so die Schlacht zwischen Vater und Sohn. Nach dem Tode ihres Ehemannes zog sie sich als Franziskanerin in einen Nonnenkonvent nach Coimbra zurück, wo sie ein Leben der Buße und des Gebetes führte. Noch einmal wurde sie ihrem Ruf als Friedensstifterin gerecht, als 1336 ein Krieg zwischen ihrem Sohn Alfons IV. und seinem Schwiegervater, dem König von Kastilien, ausbrach. Sie ritt trotz ihres hohen Alters und von Krankheit geschwächt nach Estremoz, wo sie sich wieder zwischen die beiden Armeen stellte und so erneut einen Krieg verhinderte. Elisabeth verstarb kurze Zeit später. Ebenso wie ihrer Großtante Elisabeth von Thüringen/Ungarn wird auch ihr ein Rosenwunder zugeschrieben:
Der Legende nach verließ die Königin die Burg in Leiria an einem Wintermorgen, um Brot unter den Armen zu verteilen. Um nicht aufzufallen, verhüllte sie es mit ihrem Schleier. Als sie von ihrem Mann D. Dinis überrascht wurde, der ihre Großzügigkeit nicht guthieß und sie fragte, was sie verstecke, antwortete Elisabeth, es seien Rosen. Ihr Mann war misstrauisch. „Rosen im Januar?“ Notgedrungen hob Elisabeth das Tuch an und es lagen plötzlich tatsächlich Rosen statt der Brote darunter.
Die Königin wurde in dem von ihr gestifteten, nur noch als Ruine erhaltenen Kloster Santa Clara-a-Velha in Coimbra bestattet und später, samt ihrem gotischen Hochgrab, in das nahegelegene, neue Kloster Santa Clara-a-Nova umgebettet.

## Familie
Mit ihrem Ehemann, König Dionysius, hatte sie zwei Kinder:
- Konstanze (* 3. Januar 1290; † 18. November 1313), ⚭ 1302 König Ferdinand IV. von Kastilien.
- Alfons IV. (* 8. Februar 1291; † 28. Mai 1357).

## Ehrungen
Elisabeth wurde 1625 von Papst Urban VIII. heiliggesprochen und wird vor allem in Portugal als Friedensstifterin verehrt. Noch heute tragen viele Kirchen und Schulen des Landes ihren Namen.
Sie ist die Schutzpatronin des nach ihr bekannten Orden der heiligen Isabella, des Damenordens der früheren Königsfamilie Braganza.